# Astrosierra densus
Astrosierra densus är en ormstjärneart som beskrevs av Baker 1980. Astrosierra densus ingår i släktet Astrosierra och familjen medusahuvuden. Inga underarter finns listade i Catalogue of Life.